# Universidade Estadual de Montes Claros
A Universidade Estadual de Montes Claros (Unimontes) é uma instituição de ensino superior pública estadual brasileira, sediada na cidade de Montes Claros, no estado de Minas Gerais, tendo sob área de influência o Norte e Noroeste de Minas Gerais, Vale do Mucuri, Vale do Jequitinhonha, além de parte da Serra Geral, região Centro-Sul da Bahia.
Localizada na cidade de Montes Claros, centro convergente e polarizador dos demais municípios da região do Norte de Minas Gerais, a Unimontes é uma autarquia de regime especial do Estado de Minas Gerais, na forma do § 3º do Art. 82 do Ato das Disposições Constitucionais Transitórias da Constituição do Estado de Minas Gerais, resultante da transformação da Fundação Norte-Mineira do Ensino Superior - FUNM.
A Unimontes oferece formações nas áreas de saúde, educação, ciências sociais aplicadas, ciências humanas e ciências exatas e tecnológicas, no campus-sede de Montes Claros, bem como nos seus campi de Almenara, Brasília de Minas, Bocaiuva, Espinosa, Janaúba, Januária, Paracatu/Unaí, Pirapora, Salinas e São Francisco e, ainda, no núcleo em Joaíma, além dos mais de 300 municípios consorciados.

## Da criação à transformação em universidade
A Universidade Estadual de Montes Claros resultou da transformação da Fundação Norte-Mineira de Ensino Superior (FUNM), de acordo com o artigo 82, parágrafo 3º, do Ato das Disposições Constitucionais Transitórias, da Constituição Mineira de 1989, proposta pelo deputado Milton Drumond.
A FUNM havia sido criada através da Lei Estadual nº 2.615, de 24 de maio de 1962, de autoria do ex-deputado Cícero Dumont. A primeira unidade de ensino superior da FUNM foi implantada em 1965, com a criação da Faculdade de Direito (FADIR).
No ano seguinte, surgiu a unidade pioneira de ensino superior do Norte de Minas, nomeada como Faculdade de Filosofia, Ciências e Letras (FAFIL), tendo como entidade mantenedora a Fundação Educacional Luiz de Paula (FELP). Em 1964 surgem os cursos de Geografia, História, Letras e Pedagogia em instalações cedidas. Já em 1966, a FAFIL se desliga da FELP e passa a integrar a FUNM. Em 1968 são implantados na FAFIL os cursos de Matemática, Ciências Sociais e Filosofia. Em 1969, ocorreu a criação da Faculdade de Medicina (FAMED). Em 1972, foi vez da Faculdade de Administração e Finanças (FADEC), com os cursos de Administração, Ciências Contábeis e Ciências Econômicas. Em 1987, começou a funcionar a Faculdade de Educação Artística (FACEART).
O professor e médico José Geraldo de Freitas Drumond assumiu em 1988 como diretor-geral da FUNM, nomeado pelo ex-governador Newton Cardoso a partir de lista sêxtupla. Foi ele quem conduziu a estadualização da Fundação e continuou como reitor pró-tempore entre 1990 e 1998, e depois como reitor escolhido em votação direta de 1998 até 2002.
A efetiva estadualização ocorreu com a publicação do Decreto-Lei n.º 30.971, de 9 de março de 1990, e depois reorganizada com a extinção das antigas faculdades e criação das suas unidades acadêmicas pela Lei Estadual 11.517 de 13 de julho 1994.

## Unidades acadêmicas

### Centro de Ciências Biológicas e da Saúde - CCBS
- Ciências Biológicas - Bacharelado
- Ciências Biológicas - Licenciatura
- Educação Física - Bacharelado
- Educação Física - Licenciatura
- Enfermagem
- Medicina
- Odontologia

### Centro de Ciências Exatas e Tecnológicas - CCET
- Agronomia
- Engenharia Civil
- Engenharia de Sistemas
- Matemática
- Química - Licenciatura
- Sistemas de Informação
- Tecnologia em Agronegócios
- Zootecnia

### Centro de Ciências Humanas - CCH
- Artes - Habilitação em Música
- Artes - Habilitação em Teatro
- Artes Visuais
- Ciências da Religião
- Filosofia
- Geografia
- História
- Letras - Habilitação em Espanhol
- Letras - Habilitação em Inglês
- Letras - Habilitação em Português
- Pedagogia

### Centro de Ciências Sociais Aplicadas - CCSA
- Administração
- Ciências Contábeis
- Ciências Econômicas
- Ciências Sociais
- Direito
- Serviço Social

## Ensino

### Graduação
A Unimontes oferece ensino de graduação de boa qualidade, o que vem sendo atestado pelos exames nacionais, e busca eficiência nessa sua área de atuação. A melhoria da qualidade do ensino da Universidade Estadual de Montes Claros (Unimontes) foi atestada com a elevação do seu índice Geral de Cursos (IGC) de 3 para 4.  A divulgação foi feita pelo Ministério da Educação (MEC), responsável pela avaliação.
Atualmente, a Unimontes conta com 35 cursos de graduação, cada um deles subordinado a sua respectiva unidade. Os cursos de graduação são classificados pela Universidade em oito grandes áreas: Ciências agrárias, Ciências biológicas, Ciências exatas e da terra, Ciências humanas, Ciências da saúde, Ciências sociais aplicadas, Engenharia, e Linguística, letras e artes.
Os cursos regulares de graduação da universidade estão distribuídos em quatro centros: ciências humanas, ciências biológicas e da saúde, ciências exatas e tecnológicas e ciências sociais aplicadas. 
A capacitação docente é uma das marcas dos avanços da universidade, que, no final de 2022, atingiu o percentual de 71,69% dos seus professores com títulos de mestre ou doutor. De um total de 1.120 docentes, 803 contam com titulação Stricto sensu.

### Pós-graduação Stricto Sensu
A ampliação dos cursos de pós-graduação Stricto sensu é priorizada pela instituição, que  conta com 16 cursos de mestrado e 3 doutorados próprios, somando 766 alunos matriculados.  
São sete mestrados profissionais: em Biotecnologia, Cuidado Primário da Saúde, Letras-Estudos Linguísticos (ProfLetras), Modelagem Computacional e Sistemas, Desenvolvimento Econômico e Estratégia Empresarial, Saúde Coletiva e Saúde da Família/Medicina Comunitária e, o mais recente,  Mestrado Profissional em Filosofia. 
A instituição conta com nove mestrados acadêmicos: em Ciências Biológicas, Ciências da Saúde, Desenvolvimento Social, História, Letras (Estudos Literários), Produção Vegetal no Semiárido,  Zootecnia, Geografia, Sociedade e Ambiente e Território (em parceria com a UFMG). 
São oferecidos três doutorados: em Ciências da Saúde, Produção Vegetal no Semiárido e em Ciências Sociais. A Unimontes conta também com o Doutorados Interinstitucional em Administração, em parceria com a Universidade de Brasília (UnB), com recursos financeiros da Fapemig e da Capes/MEC.

## Excelência no curso de Agronomia
Recentemente, no RUF 2014 (Ranking Universitário Folha de S.Paulo), um dos mais privilegiados indicadores de educação superior do país, o curso de Agronomia da Unimontes (campus Janaúba) foi considerado o 15º melhor curso no território nacional. Neste mesmo ranking, a Unimontes foi considerada uma das 100 melhores instituições de ensino do Brasil. 